# نيزك IVB

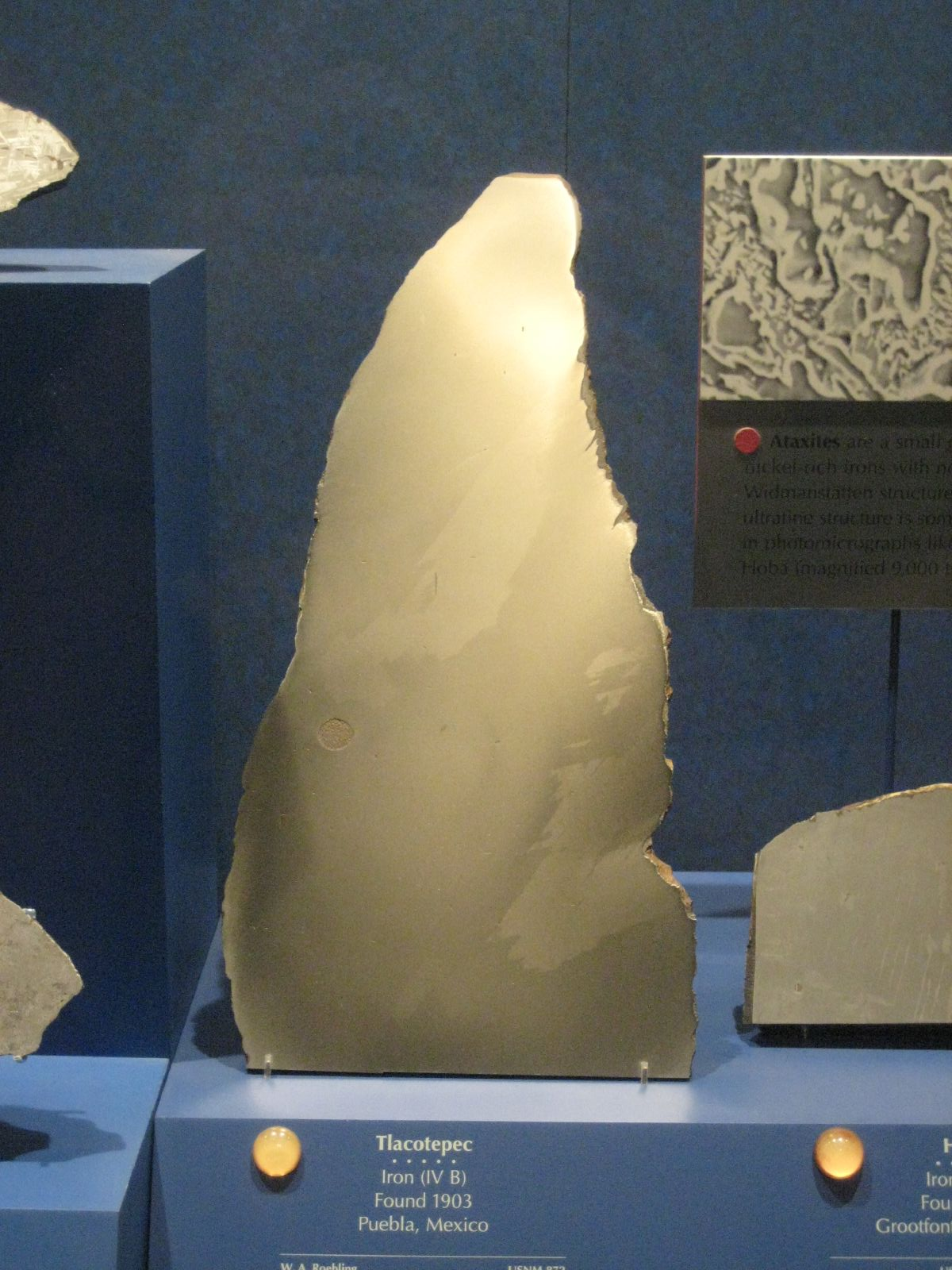
نيزك تلاكوتيبيك IVB الحديدي عثر علية عام 1903، في بويبلا المكسيك

نيزك IVB هي مجموعة من النيازك الحديدية الأتاكسايتة (غنية بالنيكل) تصنف على أنها نيازك لا كوندرية.
مجموعة IVB لديها التركيبات الكيميائية الأكثر تطرفا لجميع النيازك الحديدية، وهذا يعني أن عينات المجموعة استنفدت العناصر المتطايرة وغنية بالعناصر الحرارية بالمقارنة مع النيازك الحديدية الأخرى.